# Tylophora williamsii
Tylophora williamsii är en oleanderväxtart som beskrevs av P.I. Forster. Tylophora williamsii ingår i släktet Tylophora och familjen oleanderväxter. Inga underarter finns listade i Catalogue of Life.